# Ben Bot
Bernard Rudolf (Ben) Bot (Batavia (Nederlands-Indië), 21 november 1937) is een Nederlands voormalig politicus, bestuurder, oud-ambtenaar en voormalig diplomaat. Bot was tussen 1973 en 2003 werkzaam als ambassadeur en topambtenaar op het ministerie van Buitenlandse Zaken. Hij was minister van Buitenlandse Zaken in de kabinetten Balkenende II en III van 2003 tot 2007. Bot was voorzitter van het Instituut Clingendael van 2007 tot 2015. Hij is werkzaam als bestuurder en lobbyist.

## Opleiding en loopbaan
Hij is een zoon van Theo Bot, KVP-minister van Onderwijs, Kunsten en Wetenschappen in het kabinet-Marijnen. Tijdens de Tweede Wereldoorlog zat hij in een Japans interneringskamp in Nederlands-Indië. Hij studeerde rechten aan de Rijksuniversiteit
Leiden en aan de Harvard Law School (Cambridge, Massachusetts, VS). In 1968 promoveerde hij cum laude in de rechtsgeleerdheid aan de Rijksuniversiteit Leiden op het proefschrift Nonrecognition and Treaty Relations; promotor was Haro van Panhuys.
In 1964 werd hij tweede ambassadesecretaris bij de permanente vertegenwoordiging van Nederland bij de Europese Gemeenschap in Brussel. Hij was van 1973 tot 1976 de eerste Nederlandse ambassadeur in Oost-Berlijn. Hij was plaatsvervangend permanent vertegenwoordiger bij de NAVO van 1982 tot 1986, ambassadeur in Ankara van 1986 tot 1988, en Secretaris-generaal van het ministerie van Buitenlandse Zaken van 1989 tot 1992. Van 1992 tot 2003 was Bot permanent vertegenwoordiger van Nederland bij de Europese Unie in Brussel.
Na zijn pensionering bij Buitenlandse Zaken (op 1 januari 2003) werd Bot partner bij het lobbykantoor Praaning Meines in Brussel. In maart 2007 werd hij partner van consultancyfirma Meines Holla & Partners in Den Haag.

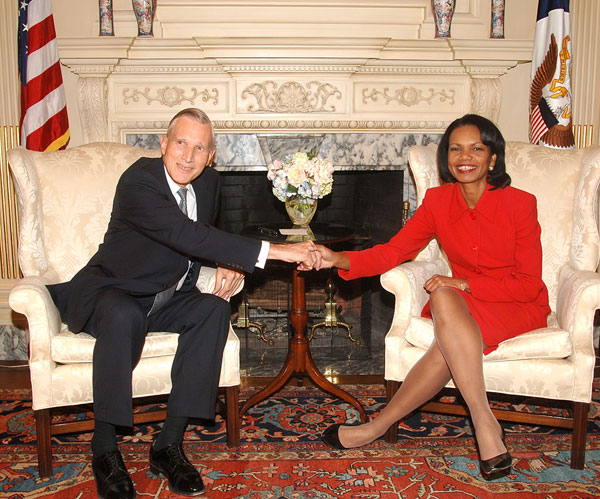
Minister van Buitenlandse Zaken Ben Bot en Amerikaanse minister van Buitenlandse Zaken Condoleezza Rice op 26 oktober 2006.

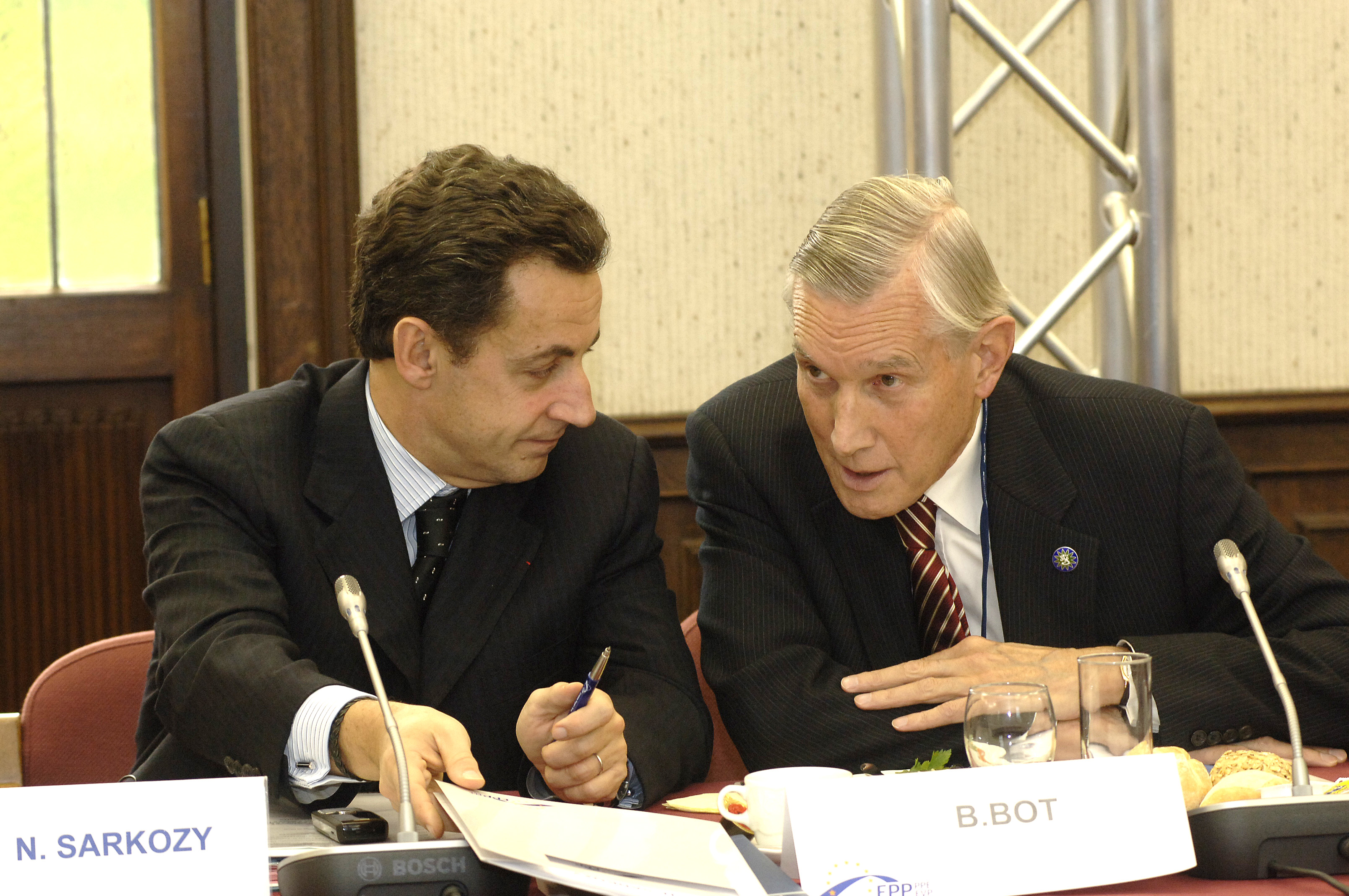
Franse minister van Binnenlandse Zaken Nicolas Sarkozy en minister van Buitenlandse Zaken Ben Bot op 14 december 2006.

## Ministerschap
Op 3 december 2003 volgde Bot Jaap de Hoop Scheffer op als minister van Buitenlandse Zaken die vertrok in verband met zijn benoeming tot secretaris-generaal van de NAVO.
Bot werd gevraagd vanwege het naderend Nederlands voorzitterschap van de Europese Unie (EU). Door zijn grote ervaring in Brussel had hij weinig inwerktijd nodig en kon hij goed op de rijdende trein springen. Zijn benoeming bleek een gouden greep toen premier Balkenende tijdens het voorzitterschap enige tijd in het ziekenhuis was opgenomen wegens een infectie aan zijn voet. Hoewel Bot nog geen akkoord bereikte over de financiering van de EU en de uitbreiding met de Midden- en Oost-Europese landen, behoedde hij Den Haag voor een mislukt voorzitterschap.
Bot ijverde gedurende zijn ministerschap voor de toetreding van Turkije tot de EU. Ook het voorstel voor een Grondwettelijk Verdrag voor de Europese Unie had zijn warme steun.

## Na de politiek
Na zijn ministerschap aanvaardde Bot een aantal hoge functies op het terrein van het buitenlands beleid. Zo werd hij voorzitter van het Instituut Clingendael (2007-2015), voorzitter van de Raad van Toezicht van het Nederlands Instituut voor Meerpartijendemocratie (NIMD) (tot 1 januari 2018) en voorzitter van de Carnegie Stichting (tot april 2019), de beheerder van het Vredespaleis. Daarnaast is Bot voorzitter van de Raad van Commissarissen van Finles Capital Management en voorzitter van de Raad van Commissarissen van Radio Nederland Wereldomroep.
In 2015 verschenen zijn memoires, Achteraf bezien.

## Gewijzigd standpunt betreffende uitbreiding EU
Tijdens de Mandeville-lezing op 21 mei 2008 aan de Erasmus Universiteit pleitte Bot voor radicale uitbreiding van de Europese Unie. Als minister van Buitenlandse Zaken in het kabinet Balkenende III toonde hij zich eerder terughoudend. Bot schreef in een brief aan de Tweede Kamer in 2006: "De Europese Unie dient voorlopig geen toekomstperspectief aan te bieden aan buurlanden van de Europese Unie die dit thans niet hebben." Nu hij geen deel meer uitmaakt van een kabinet, meent Bot dat hij zich niet langer gehouden weet aan gevoerd beleid waarbij wordt uitgegaan van handhaving van de status quo: "Als minister had ik dit natuurlijk nooit kunnen zeggen. Dan heb je je aan de lijn te houden dat alles goed is zoals het op dit moment is." Bot stelt dat het nuttig is "de knuppel in het hoenderhok te gooien" en de EU te zien als een gemeenschap van normen en waarden, en niet als een geografisch min of meer duidelijk afgebakend continent. Hij denkt dat uitbreiding met landen op de Kaukasus en staten die onderdeel vormen van de Euromed zoals Marokko, Algerije en Tunesië, gunstig kan zijn omdat zij als onderdeel van de Unie dan volgens dezelfde normen en waarden zouden gaan handelen.

## Persoonlijk
Bot is weduwnaar, heeft drie kinderen en woont nu samen met collega-minister uit de kabinetten Balkenende II en III oud-VVD politica Sybilla Dekker.
Op 29 november 2022 reed Bot in Den Haag met zijn auto uit een parkeervak niet de straat op, maar 135 meter op de stoep, waarbij hij een 14-jarig meisje verwondde. Op 15 mei 2025 heeft de rechtbank hem daarvoor een voorwaardelijke taakstraf opgelegd van 120 uur en een rijontzegging van 6 maanden.
- Digitale Bibliotheek voor de Nederlandse Letteren: bot_029
- Gemeinsame Normdatei: 143618032
- International Standard Name Identifier: 0000 0001 1465 971X
- Library of Congress Control Number: n85083735
- Nationale Bibliotheek van Israël: 987007280716305171
- Nederlandse Thesaurus van Auteursnamen: 068968736
- Parlement.com: vg09llzsaexi
- Système universitaire de documentation: 081594135
- Virtual International Authority File: 1437562
- WorldCat: E39PBJqQwmt6CHffRvBvqtCbBP